# Luc Desilets
Pour les articles homonymes, voir Desilets.
Luc Desilets, né le 9 février 1958, est un auteur, directeur d'école, organisateur communautaire et homme politique québécois. Il est depuis les élections canadiennes du 21 octobre 2019 député fédéral de Rivière-des-Mille-Îles, représentant le Bloc québécois.

## Biographie
Fils d'Antoine Desilets, photographe de presse québécois reconnu, Luc Desilets est détenteur d'un baccalauréat en criminologie (Université de Montréal, 1982), d’une maîtrise en psychoéducation (Université de Montréal, 1993) et d'un baccalauréat en enseignement (Université du Québec à Montréal, 1997). Il a également étudié au 2e cycle en administration scolaire. Il habite à Rosemère.

### Carrière professionnelle
Luc Desilets est l’auteur de quatre romans publiés chez Guy Saint-Jean éditeur et d’un livre-souvenir marquant les 50 ans de l’Expo 67. Il a également écrit sur l’œuvre de son père, Antoine Desilets, pionnier de la photographie de presse au Québec.
Il a été directeur de plusieurs écoles de la Commission scolaire de la Seigneurie-des-Mille-Îles, dans les Basses-Laurentides.
Il est engagé dans la communauté en tant que fondateur et président du Groupe Action Jeunesse, qui finance des projets favorisant la lecture dans les écoles,  vice-président du conseil d’administration de Jeunesse Atout en plus de siéger aux conseils d’administration de l’Association québécoise des directions d’écoles et de la Fondation de la Polyvalente Deux-Montagnes.

### Carrière politique
Il a été confirmé candidat du Bloc québécois dans la circonscription de Rivière-des-Mille-Îles lors d'une investiture qui s'est tenue le 20 juin 2019, en présence du chef du parti Yves-François Blanchet et du député fédéral de Rivière-du-Nord Rhéal Fortin.
Le 8 novembre 2019, Yves-François Blanchet lui a confié les dossiers des Anciens combattants et du Revenu national dans son cabinet fantôme.

## Publications
- Luc Desilets, Les Quatre Saisons, t. 1 : Maëva, Guy Saint-Jean Éditeur, 15 août 2007, 172 p. (ISBN 9782894554494, présentation en ligne) - Finaliste au Grand Prix de la relève littéraire Archambault 2009
- Luc Desilets, Les Quatre Saisons, t. 2 : Laurent, Guy Saint-Jean Éditeur, 21 octobre 2008, 160 p. (ISBN 9782894552995, présentation en ligne)
- Luc Desilets, Les Quatre Saisons, t. 3 : Didier, Guy Saint-Jean Éditeur, 17 février 2010, 184 p. (ISBN 9782894553312, présentation en ligne)
- Luc Desilets, Les Quatre Saisons, t. 4 : Rafaëlle, Guy Saint-Jean Éditeur, 30 mars 2011, 224 p. (ISBN 9782894553985, présentation en ligne)
- Luc Desilets, Antoine Desilets photographe - Trente ans d'images, Guy Saint-Jean Éditeur, 7 septembre 2011, 160 p. (ISBN 9782894554739, présentation en ligne) - Finaliste au Prix Marcel-Couture (Salon du livre de Montréal) 2012
- Luc Desilets, Expo 67: 50 ans, 50 souvenirs marquants, Guy Saint-Jean Éditeur, 5 avril 2017, 256 p. (ISBN 9782897582500, présentation en ligne)

## Distinctions
Outre les deux nominations pour ses ouvrages, Luc Desilets a été finaliste pour le Prix d’excellence en français Gaston-Miron du Mouvement Québec français, région des Laurentides, édition 2018.